# Guido De Padt
Guido De Padt (ur. 23 maja 1954 w Geraardsbergen) – belgijski i flamandzki prawnik, samorządowiec oraz polityk, parlamentarzysta, minister na szczeblu federalnym.

## Życiorys
Z wykształcenia prawnik, ukończył studia na Vrije Universiteit Brussel. Praktykował jako adwokat. Zaangażował się w działalność partii Flamandzcy Liberałowie i Demokraci (VLD, przekształconej następnie w Open VLD). W 1982 po raz pierwszy został radnym swojej rodzinnej miejscowości Geraardsbergen. Przez szereg lat wykonywał funkcję aldermana (członka rady miejskiej z uprawnieniami w zakresie władzy wykonawczej). Od 2001 do 2006 był burmistrzem tego miasta. W latach 1985–2003 wchodził w skład rady prowincji Flandria Wschodnia.
W 2003 i w 2007 wybierany do Izby Reprezentantów. W grudniu 2008 Herman Van Rompuy powołał go w skład swojego pierwszego gabinetu na urząd ministra spraw wewnętrznych. W lipcu 2009 zastąpiła go na tej funkcji Annemie Turtelboom, zaś Guido De Padt objął stanowisko rządowego komisarza, odpowiedzialnego za sprawy audytu. W 2010 został członkiem federalnego Senatu. W 2011 powrócił do sprawowania urzędu burmistrza Geraardsbergen.